# Heman (Sänger)

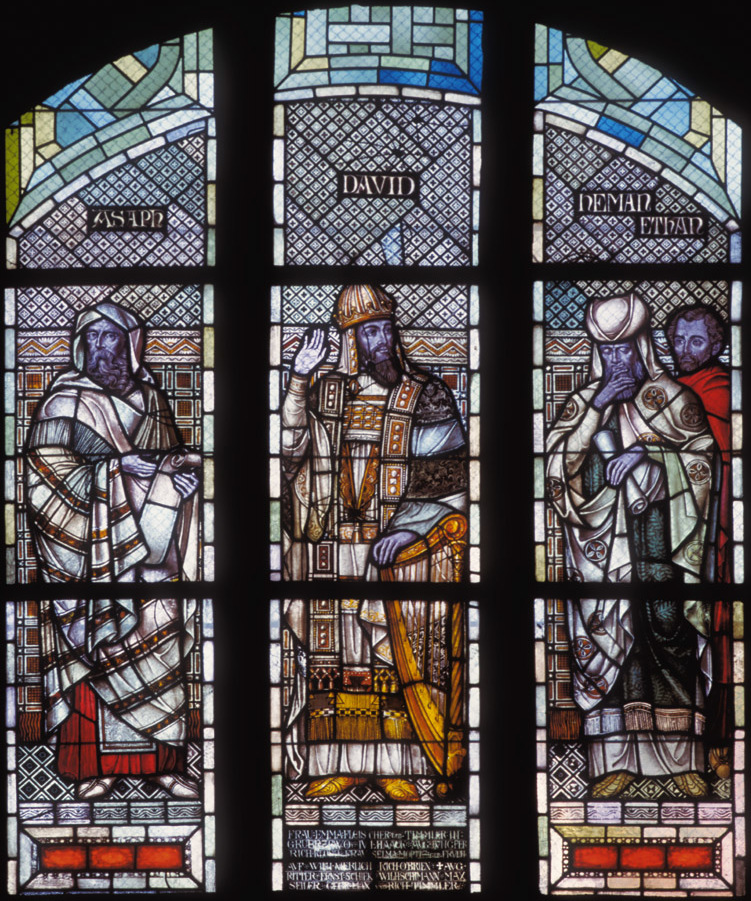
König David zwischen den Tempelsängern Asaph, Heman und Ethan (Buntglasfenster der Liebfrauenkirche Liegnitz, 19. Jahrhundert)

Heman, angeblich der Sohn Joëls, des ältesten Sohnes des Propheten Samuel, ist eine Person der Bibel. Eine Familie von Jerusalemer Tempelmusikern führte sich auf ihn zurück.

## Name
Dem biblischen Namen hebräisch הֵימָן Hêmān entspricht der altsüdarabische Personenname ʾYMN. Zur Bedeutung wird das arabische Verb yamana „glücklich sein“ verglichen. In der Septuaginta heißt die Person „Aiman der Psalmensänger“ (altgriechisch Αιμαν ὁ ψαλτῳδὸς Aiman ho psaltōdòs).

## Heman im Buch der Chronik
Im Buch der Chronik beauftragt König David Gruppen von Leviten mit dem kultischen Gesang vor dem Zeltheiligtum (Mischkan), schon im Blick darauf, dass sein Sohn Salomo den Jerusalemer Tempel erbauen wird und die Sänger dann dort ihren Dienst verrichten werden (1 Chr 6,16–17 ). Heman, dessen Stammbaum in 1 Chr 6,18–23  über Kehat auf Levi zurückgeführt wird, steht als Sänger vor dem Mischkan in der Mitte zwischen Asaf und Etan, ist also besonders hervorgehoben. In 1 Chr 16,4–6  ist dagegen Asaf privilegiert, denn er musiziert vor der Bundeslade, und Etan und Heman bleiben beim Mischkan zurück.
In 1 Chr 25  werden die Kultsänger nach der Zahl ihrer Nachkommen geordnet: Asaf – Jedutun – Heman. Heman hat die meisten Nachkommen (14 Söhne und drei Töchter, 1 Chr 25,5 ), also das größte Ansehen. Er trägt auch den Titel „Seher des Königs“ (ebd.). In 1 Chr 25,1  wird hingegen allen Kultsängern die Gabe zugesprochen, „geisterfüllt musizieren“ (hebräisch נבא n-b-’, Nifal) zu können – nicht exklusiv Asaf, Jedutun und Heman, sondern ihrer ganzen Nachkommenschaft.
Die wechselnde Reihenfolge der Familienoberhäupter wurde in der Forschung historisch gedeutet. Nach Hartmut Gese hat die Heman-Familie im Lauf der Zeit die Asaf-Familie in den Hintergrund gedrängt.

## Wirkungsgeschichte
In der rabbinischen Literatur wird Heman unter den Frommen genannt, die Anteil an der kommenden Welt haben. Im Midrasch wird Heman auch mit Mose identifiziert, indem sein Name von der Wurzel hebräisch אמן ’-m-n „treu sein“ abgeleitet wird; von Mose aber sagt Gott (Num 12,7 ): „Er ist mit meinem ganzen Hause betraut (hebräisch נֶאֱמָן næ’ämān, Nifal von hebräisch אמן ’-m-n).“